# Baptiste Gay
Pas d'image ? Cliquez ici

a Compétitions nationales et continentales officielles uniquement.

Dernière mise à jour le 15 avril 2025.
Baptiste Gay, né le 21 mars 1990, est un ancien joueur français de rugby à XV évoluant au poste de deuxième ligne.

## Biographie
Baptiste Gay commence le rugby à l'âge de cinq ans avec l'US Meyzieu rugby. Il rejoint le Stade toulousain en cadet à l'âge de 15 ans. À l'âge de 17 ans, il rejoint le pôle France à Marcoussis. En 2011, il quitte Toulouse et rejoint l'équipe espoir du Lyon OU. En 2012, il rejoint les espoirs du FC Auch Gers.
Il est sélectionné avec l'équipe de France des moins de 16 ans. Il devient champion d'Europe des moins de 18 ans en 2008 en Italie avec l'équipe de France des moins de 18 ans. Il part en tournée en Afrique du Sud avec l'équipe de France des moins de 19 ans.[réf. nécessaire]
Baptiste Gay commence sa carrière professionnelle lors de la saison 2012-2013 de Pro D2 avec le FC Auch Gers avec qui il ne joue que 3 matchs de championnat.
En 2013, il rejoint Soyaux Angoulême XV Charente en Fédérale 1,. Il participe à la montée du club en Pro D2 en 2016.
À l'issue de la saison de Pro D2 2020-2021, il annonce mettre un terme à sa carrière de joueur. À la suite de sa carrière sportive, il reste dans le staff administratif du SA XV, et y occupe la place de commercial.[réf. nécessaire]

## Palmarès
Néant. 

## Vie privée
Baptiste Gay monte sur scène avec un one-man-show en 2019.